# World Magnetic Tour

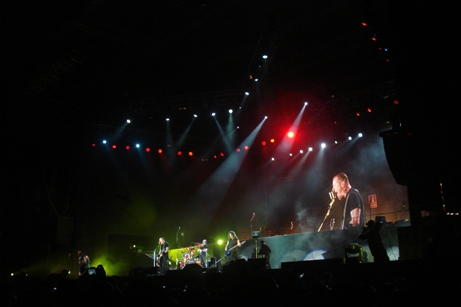
Show em Lima (Peru) no Estádio da Universidade Nacional Mayor de San Marcos

A World Magnetic Tour foi a vigéssima segunda turnê da banda norte-americana de heavy metal Metallica. 

## Datas
| Data                    | Cidade            | País                | Local                             |
| ----------------------- | ----------------- | ------------------- | --------------------------------- |
| América do Norte        |                   |                     |                                   |
| 21 de Outubro de 2008   | Glendale          | Estados Unidos      | Jobing.com Arena                  |
| 23 de Outubro de 2008   | Albuquerque       | Estados Unidos      | Tingley Coliseum Arena            |
| 25 de Outubro de 2008   | Kansas City       | Estados Unidos      | Sprint Center                     |
| 26 de Outubro de 2008   | Des Moines        | Estados Unidos      | Wells Fargo Arena                 |
| 1 de Novembro de 2008   | Portland          | Estados Unidos      | Rose Garden Arena                 |
| 3 de Novembro de 2008   | Salt Lake City    | Estados Unidos      | EnergySolutions Arena             |
| 4 de Novembro de 2008   | Denver            | Estados Unidos      | Pepsi Center                      |
| 6 de Novembro de 2008   | Omaha             | Estados Unidos      | Qwest Center Omaha                |
| 8 de Novembro de 2008   | Moline            | Estados Unidos      | I Wireless Center                 |
| 9 de Novembro de 2008   | Columbus          | Estados Unidos      | Jerome Schottenstein Center       |
| 17 de Novembro de 2008  | Saint Louis       | Estados Unidos      | Scotrade Center                   |
| 18 de Novembro de 2008  | Tulsa             | Estados Unidos      | BOK Center                        |
| 20 de Novembro de 2008  | Houston           | Estados Unidos      | Toyota Center                     |
| 22 de Novembro de 2008  | North Little Rock | Estados Unidos      | Alltel Arena                      |
| 23 de Novembro de 2008  | Nova Orleans      | Estados Unidos      | New Orleans Arena                 |
| 1 de Decembro de 2008   | Seattle           | Estados Unidos      | KeyArena                          |
| 2 de Decembro de 2008   | Vancouver         | Canadá              | General Motors Place              |
| 4 de Decembro de 2008   | Calgary           | Canadá              | Pengrowth Saddledome              |
| 5 de Decembro de 2008   | Calgary           | Canadá              | Pengrowth Saddledome              |
| 7 de Decembro de 2008   | Edmonton          | Canadá              | Rexall Place                      |
| 12 de Decembro de 2008  | Ontario           | Estados Unidos      | Citizens Business Arena           |
| 13 de Decembro de 2008  | Fresno            | Estados Unidos      | Save Mart Arena                   |
| 15 de Decembro de 2008  | San Diego         | Estados Unidos      | San Diego Sports Arena            |
| 17 de Decembro de 2008  | Inglewood         | Estados Unidos      | The Inglewood Forum               |
| 18 de Decembro de 2008  | Inglewood         | Estados Unidos      | The Inglewood Forum               |
| 20 de Decembro de 2008  | Oakland           | Estados Unidos      | Oracle Arena                      |
| 12 de Janeiro de 2009   | Milwaukee         | Estados Unidos      | Bradley Center                    |
| 13 de Janeiro de 2009   | Detroit           | Estados Unidos      | Joe Louis Arena                   |
| 15 de Janeiro de 2009   | Washington        | Estados Unidos      | Verizon Center                    |
| 17 de Janeiro de 2009   | Filadélfia        | Estados Unidos      | Wachovia Center                   |
| 18 de Janeiro de 2009   | Boston            | Estados Unidos      | TD Banknorth Arena                |
| 26 de Janeiro de 2009   | Rosemont          | Estados Unidos      | Allstate Arena                    |
| 27 de Janeiro de 2009   | Rosemont          | Estados Unidos      | Allstate Arena                    |
| 29 de Janeiro de 2009   | Uniondale         | Estados Unidos      | Nassau Veterans Memorial Coliseum |
| 31 de Janeiro de 2009   | Newark            | Estados Unidos      | Prudential Center                 |
| 1 de Fevereiro de 2009  | Newark            | Estados Unidos      | Prudential Center                 |
| Europa                  |                   |                     |                                   |
| 25 de Fevereiro de 2009 | Nottingham        | Reino Unido         | Trent FM Arena                    |
| 26 de Fevereiro de 2009 | Manchester        | Reino Unido         | Manchester Evening News Arena     |
| 28 de Fevereiro de 2009 | Sheffield         | Reino Unido         | Sheffield Arena                   |
| 2 de Março de 2009      | Londres           | Reino Unido         | The O2 Arena                      |
| 3 de Março de 2009      | Newcastle         | Reino Unido         | Metro Radio Arena                 |
| 5 de Março de 2009      | Antuérpia         | Bélgica             | Sportpaleis                       |
| 7 de Março de 2009      | Estocolmo         | Suécia              | Ericsson Globe                    |
| 25 de Março de 2009     | Birmingham        | Reino Unido         | LG Arena                          |
| 26 de Março de 2009     | Glasgow           | Reino Unido         | SECC Arena                        |
| 28 de Março de 2009     | Londres           | Reino Unido         | The O2 Arena                      |
| 30 de Março de 2009     | Roterdã           | Países Baixos       | The Ahoy                          |
| 1 de Abril de 2009      | Paris             | França              | Palais Omnisports Bercy           |
| 2 de Abril de 2009      | Paris             | França              | Palais Omnisports Bercy           |
| 4 de Maio de 2009       | Estocolmo         | Suécia              | Ericsson Globe                    |
| 6 de Maio de 2009       | Munique           | Alemanha            | Olympiahalle                      |
| 7 de Maio de 2009       | Leipzig           | Alemanha            | Arena Leipzig                     |
| 9 de Maio de 2009       | Stuttgart         | Alemanha            | Hanns-Martin-Schleyer-Halle       |
| 11 de Maio de 2009      | Frankfurt         | Alemanha            | Festhalle                         |
| 12 de Maio de 2009      | Hamburgo          | Alemanha            | Color Line Arena                  |
| 14 de Maio de 2009      | Viena             | Áustria             | Wiener Stadthalle                 |
| 16 de Maio de 2009      | Oberhausen        | Alemanha            | Köning Pilsiner Arena             |
| 17 de Maio de 2009      | Colônia           | Lanxess Arena       |                                   |
| América do Norte        |                   |                     |                                   |
| 4 de Junho de 2009      | Cidade do México  | México              | Foro Sol                          |
| 6 de Junho de 2009      | Cidade do México  | México              | Foro Sol                          |
| 7 de Junho de 2009      | Cidade do México  | México              | Foro Sol                          |
| Europa                  |                   |                     |                                   |
| 14 de Junho de 2009     | Helsinque         | Finlândia           | Hartwall Arena                    |
| 15 de Junho de 2009     | Helsinque         | Finlândia           | Hartwall Arena                    |
| 17 de Junho de 2009     | Oslo              | Noruega             | Oslo Spektrum                     |
| 19 de Junho de 2009     | Nickelsdorf       | Áustria             | Nova Rock Festival                |
| 20 de Junho de 2009     | Nijmegen          | Países Baixos       | Sonisphere Festival               |
| 22 de Junho de 2009     | Milão             | Itália              | Fila Forum                        |
| 24 de Junho de 2009     | Roma              | Itália              | PallaLottomatica Arena            |
| 4 de Julho de 2009      | Hockenheim        | Sonisphere Festival |                                   |
| 5 de Julho de 2009      | Werchter          | Bélgica             | Rock Werchter Music Festival      |
| 7 de Julho de 2009      | Nîmes             | França              | Arena Nîmes                       |
| 9 de Julho de 2009      | Lisboa            | Portugal            | Optimus Alive! Festival           |
| 11 de Julho de 2009     | Barcelona         | Espanha             | Sonisphere Festival               |
| 13 de Julho de 2009     | Madri             | Espanha             | Palacio de los Deportes           |
| 14 de Julho de 2009     | Madri             | Espanha             | Palacio de los Deportes           |
| 16 de Julho de 2009     | Zurique           | Suíça               | Hallenstadion                     |
| 18 de Julho de 2009     | Hultsfred         | Suécia              | Sonisphere Festival               |
| 20 de Julho de 2009     | Copenhagen        | Dinamarca           | Forum Copenhagen                  |
| 22 de Julho de 2009     | Copenhagen        | Dinamarca           | Forum Copenhagen                  |
| 23 de Julho de 2009     | Copenhagen        | Dinamarca           | Forum Copenhagen                  |
| 25 de Julho de 2009     | Pori              | Finlândia           | Sonisphere Festival               |